# Thladiantha sessilifolia
Thladiantha sessilifolia là một loài thực vật có hoa trong họ Cucurbitaceae. Loài này được Hand.-Mazz. miêu tả khoa học đầu tiên năm 1936.